# CD47
CD47(Cluster of Differentiation 47) 또는 인테그린 관련 단백질(IAP)는 인간에서 CD47 유전자에 의해 인코딩되는 막횡단 단백질이다. CD47은 면역글로불린 슈퍼패밀리에 속하며 막 인테그린과 파트너 관계를 맺고 리간드인 트롬보스폰딘-1(TSP-1)과 신호 조절 단백질 알파(SIRPα)에도 결합한다. CD-47은 면역체계의 대식세포에 나를 먹지 말라는 신호로 작용하여 일부 암에서 잠재적인 치료 표적이 되었으며, 보다 최근에는 폐섬유증 치료에 사용되었다.
CD47은 세포사멸, 증식, 부착 및 이동을 포함한 다양한 세포 과정에 관여한다. 더욱이 이는 인슐린 분비뿐만 아니라 면역 및 혈관 신생 반응에도 역할을 한다. CD47은 인간 세포에서 편재적으로 발현되며 다양한 종양 세포에서 과발현되는 것으로 밝혀졌다. 말 피부 종양에서의 발현도 보고되었다.

## 구조
CD47은 세포외 N-말단 IgV 도메인, 5개의 막횡단 도메인 및 짧은 C-말단 세포내 꼬리를 갖는 50 kDa 막 수용체이다. 세포질 꼬리의 길이만 다른 4개의 교대로 접합된 CD47 이소형이 있다.
2형은 모든 순환 세포와 면역 세포에서 발견되는 가장 널리 발현되는 형태이다. 두 번째로 풍부한 이소형은 형태 4이며, 이는 주로 뇌와 말초 신경계에서 발현된다. 각질세포만이 상당한 양의 형태 1을 발현했다. 이 대체 접합의 기능적 중요성에 대해서는 알려진 바가 거의 없다. 그러나 이러한 이소형은 마우스와 사람 사이에서 고도로 보존되어 CD47 기능에서 세포질 도메인의 중요한 역할을 암시한다.

## 같이 보기
- 세포표면항원무리
- 면역항암요법